# Kacap
Kacap (z ukr. кацап) – przezwisko, pogardliwe lub rubaszne określenie Rosjanina, chłopa rosyjskiego (wielkoruskiego) lub człowieka ograniczonego. Określenie niekiedy uważane jest za przestarzałe

## Etymologia
Etymologia określenia kacap nie jest do końca jasna. Wiadomo jednak, że zapożyczone zostało do polszczyzny z języka ukraińskiego. 
Jednym z wytłumaczeń genezy tego słowa może być określenie, jakim Ukraińcy obdarzali Rosjan. Słowo kacap miało być złączeniem rosyjskiego как i ukraińskiego цап (jak kozioł), oznaczających kozie brody bojarów moskiewskich i innych ludzi z Księstwa Moskiewskiego, którzy zgodnie ze starymi kanonami bizantyjskimi mieli nosić kozie brody (stary obrządek). Podobną etymologię odnotowuje Maria Brzezina w pracy Stylizacja rosyjska.
W wydanym w 1905 roku Słowniku wyrazów obcego a mniej jasnego pochodzenia Jan Aleksander Karłowicz odnotowuje słowo jako oznaczające kupca wielkoruskiego albo w ogóle Wielkorusina, nie wspomina jednak o pogardliwym wydźwięku. W takim znaczeniu pojawia się już jednak w wydanych rok później Wspomnieniach niebieskiego mundurka Wiktora Gomulickiego.

## Inne znaczenia
W XX wieku pojęcie weszło do użycia także jako potoczne i pogardliwe określenie mieszkańców Związku Socjalistycznych Republik Radzieckich niezależnie od narodowości, a także jako pejoratywne określenie Białorusinów mieszkających na Podlasiu.
W języku arabskim słowo qaşşăb (kassab) oznacza rzeźnika (tego, kto zabija bydło). To samo znaczenie ma słowo kasap w tureckim oraz albańskim, qəssab w azerbejdżańskim, қасапшы w kazachskim, qassob w uzbeckim, gassap w turkmeńskim, касапчы w kirgiskim, Қассоб w tadżyckim.
W gwarze lwowskiej słowo kacap oznacza głupca.